# Triodon
Famille
Genre
Espèce
Triodon est un genre de poissons tetraodontiformes, le seul de la famille monotypique Triodontidae. Ce genre, à son tour monotypique, ne contient qu'une seule espèce, Triodon macropterus. 
Triodon bursarius Cuvier, 1829 est un synonyme invalide de cette espèce d'après Fishbase.

## Description
Triodon macropterus est un poisson tétraodontiforme assez classique, caractérisé par sa grande poche ventrale, qu'il peut gonfler en cas de menace. Le corps est trapu, de coloration jaunâtre (plus foncé vers le dos), et porte un ocelle noir bien visible sur le ventre. Il peut mesurer jusqu'à 54 cm de long.

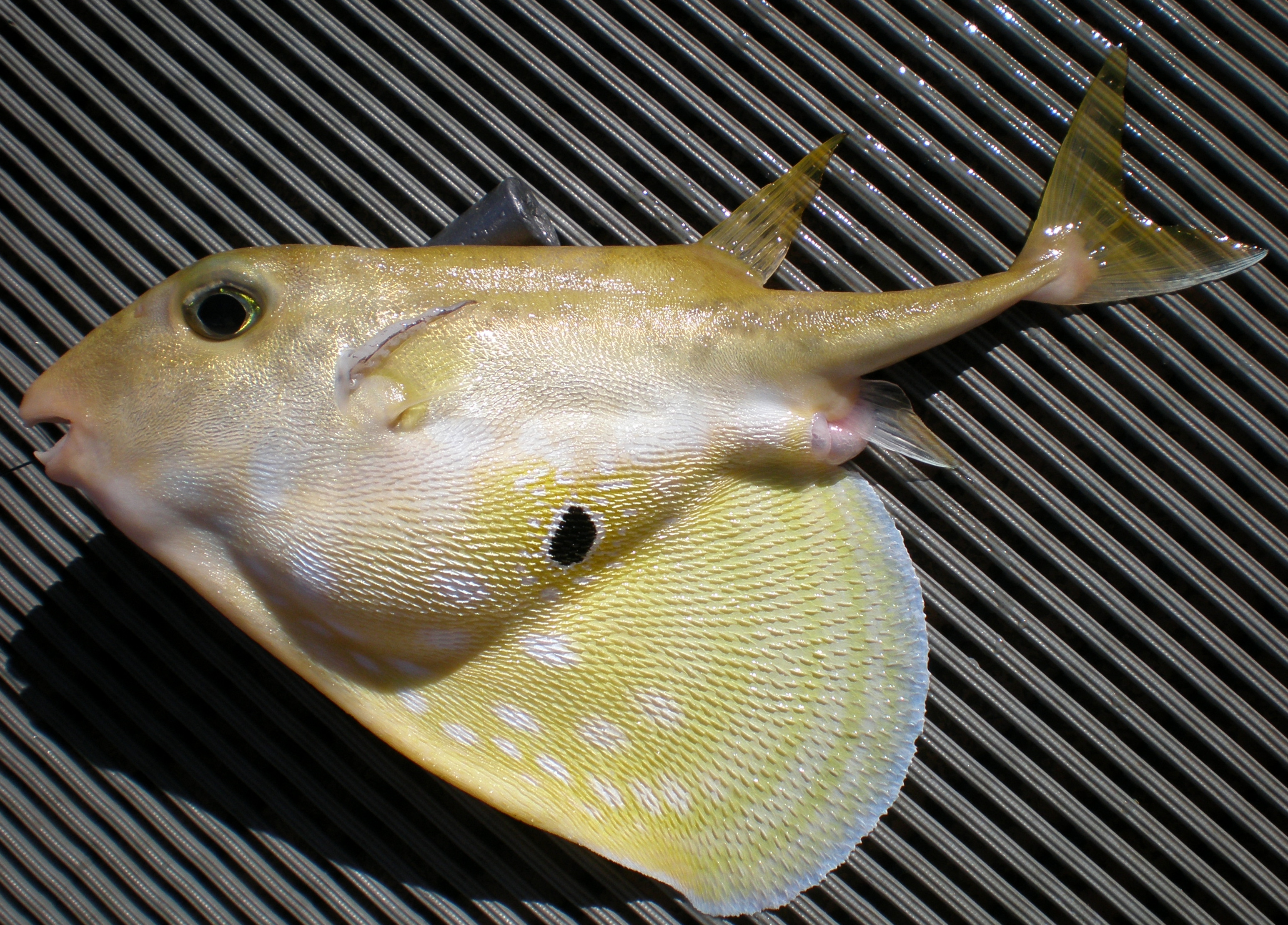
Spécimen fraîchement pêché.
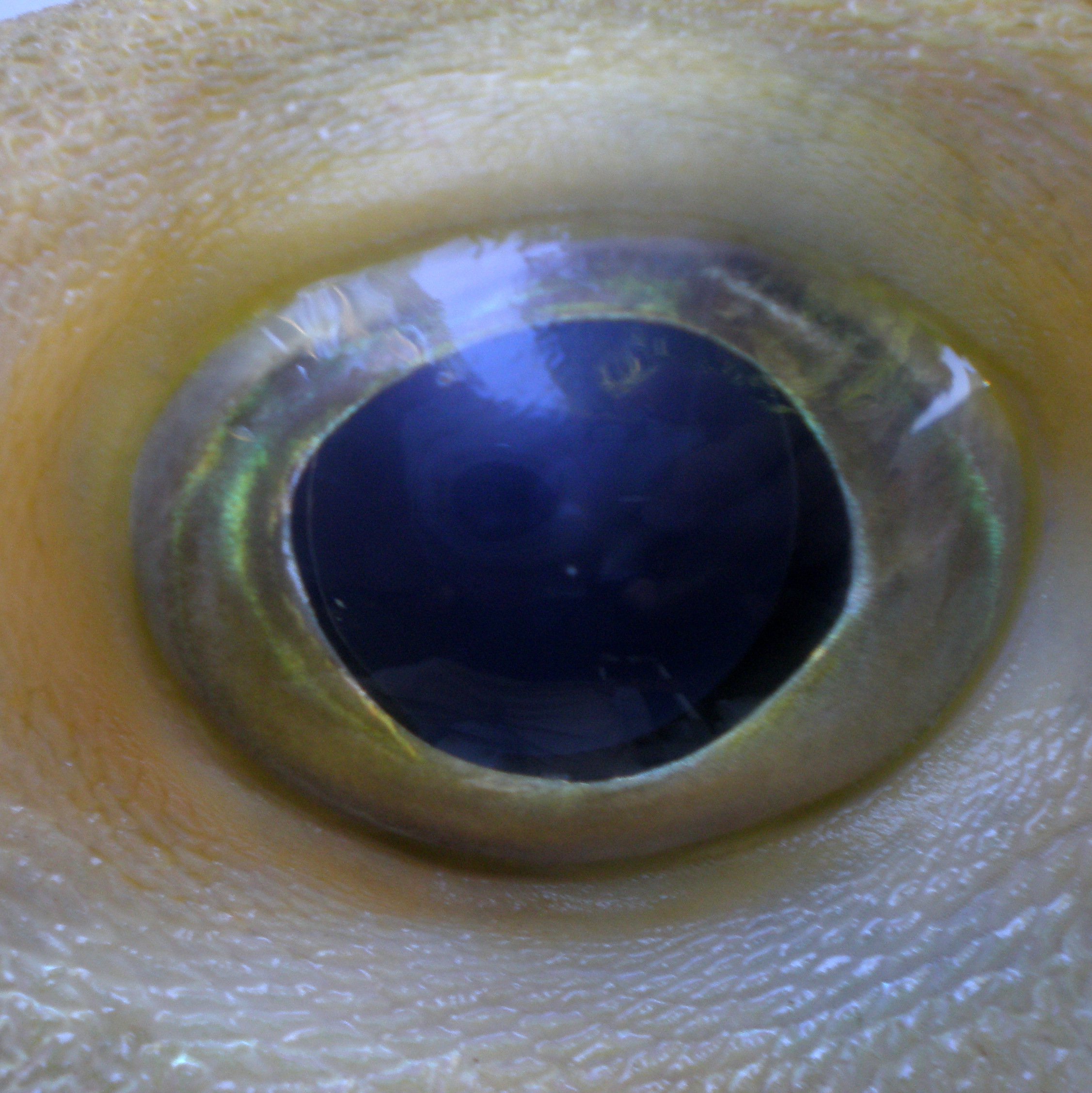
Œil.
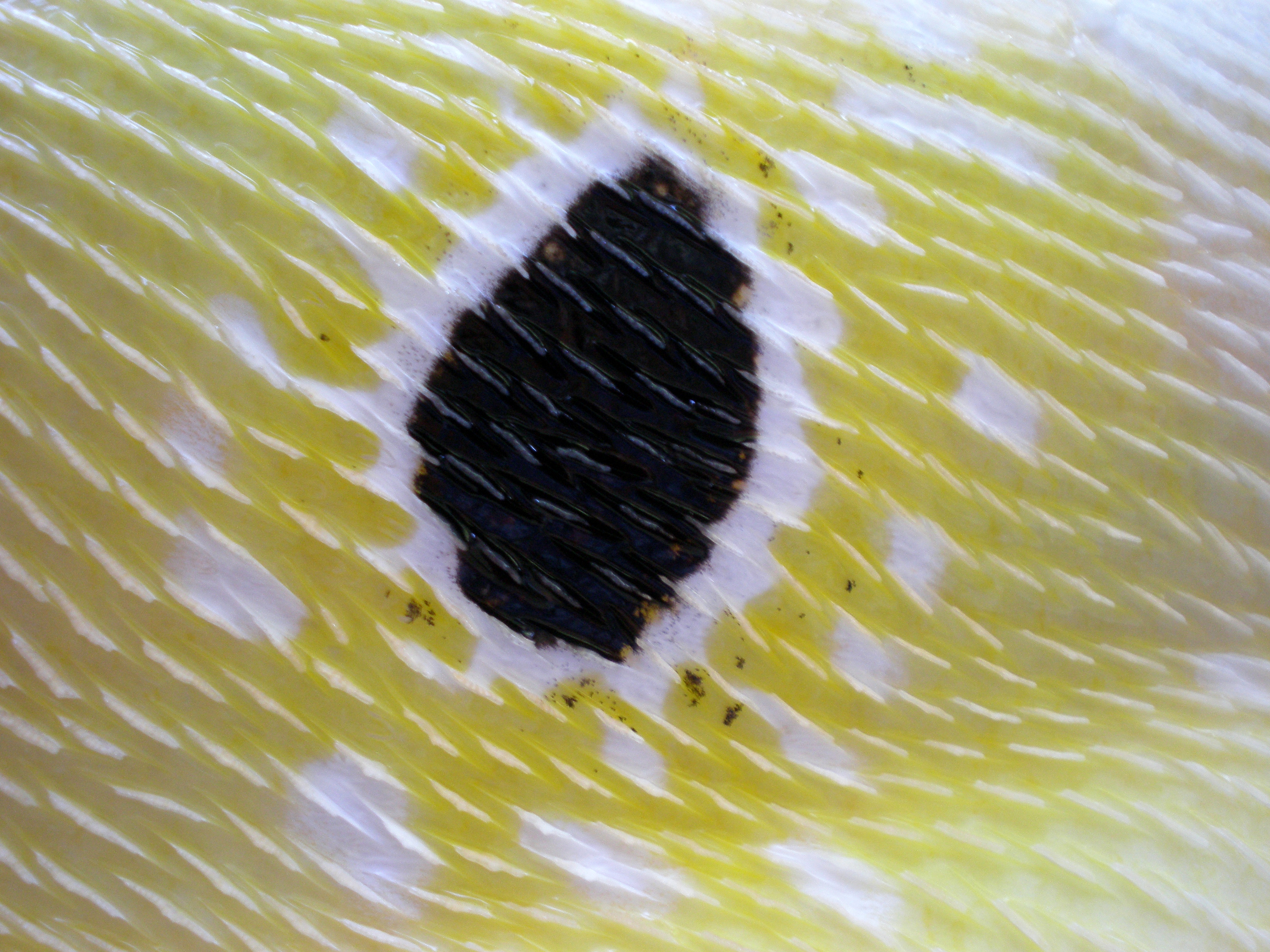
Détail de la tache latérale.
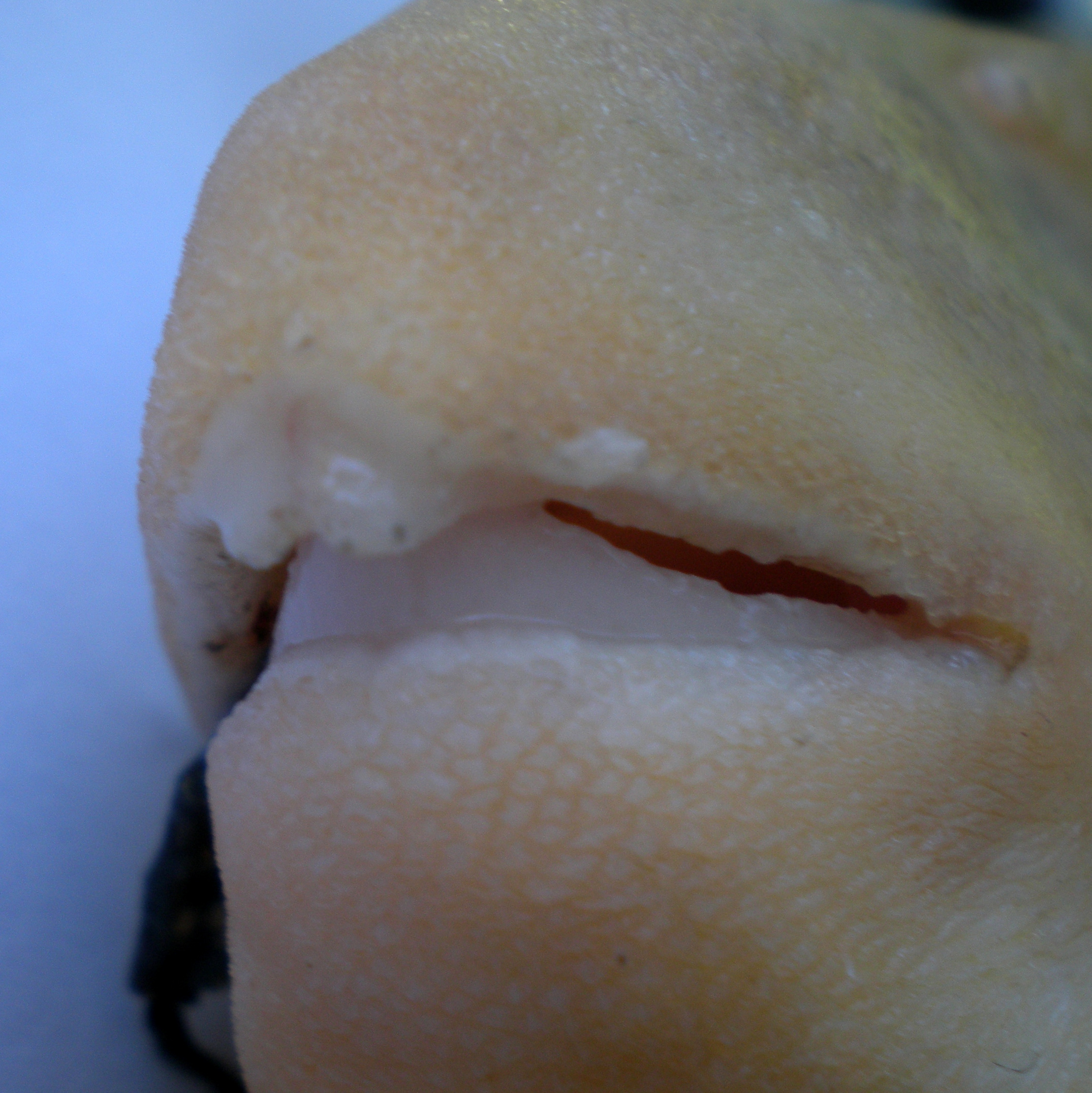
Dents.
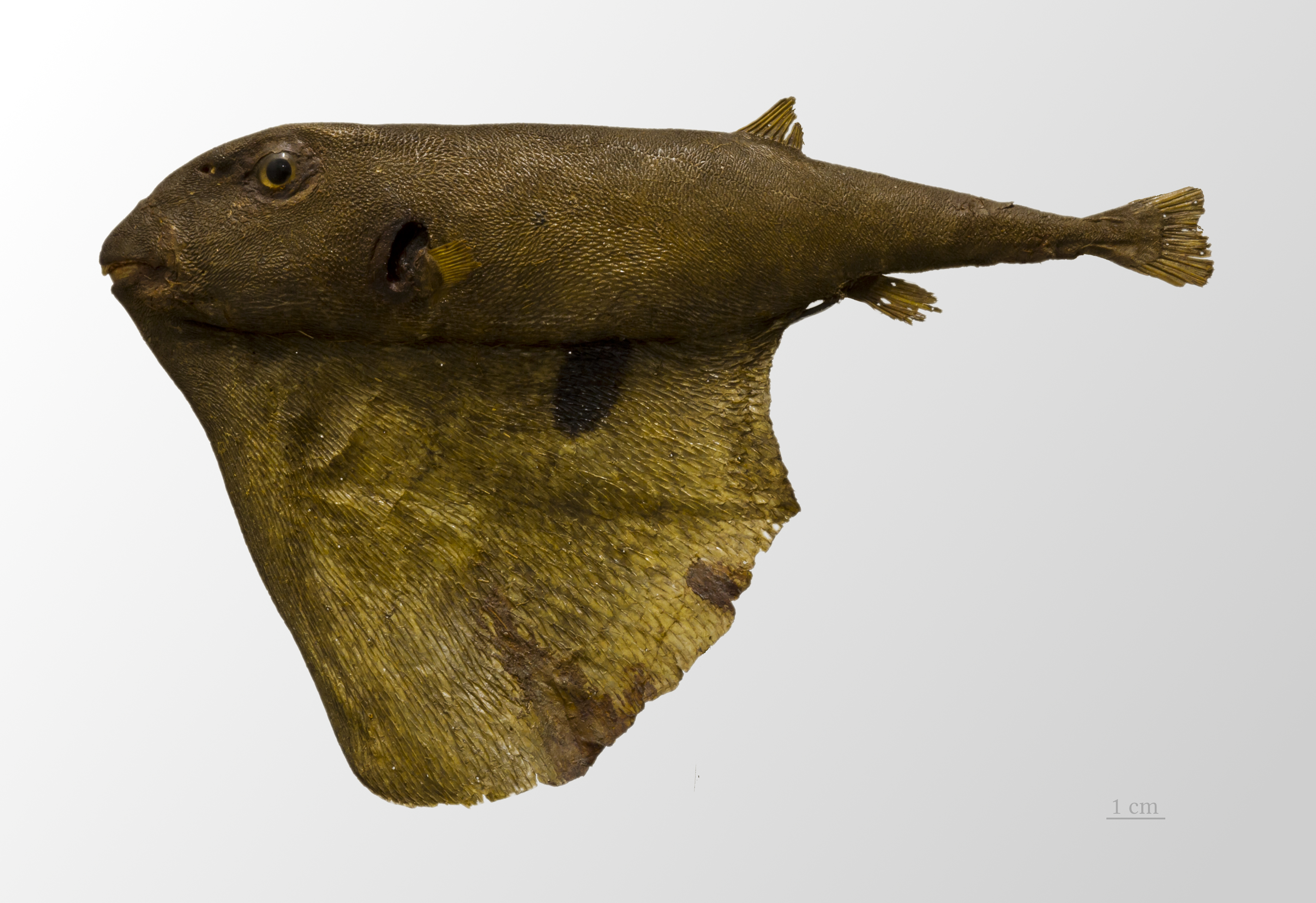
Specimen naturalisé (coll.MHNT)
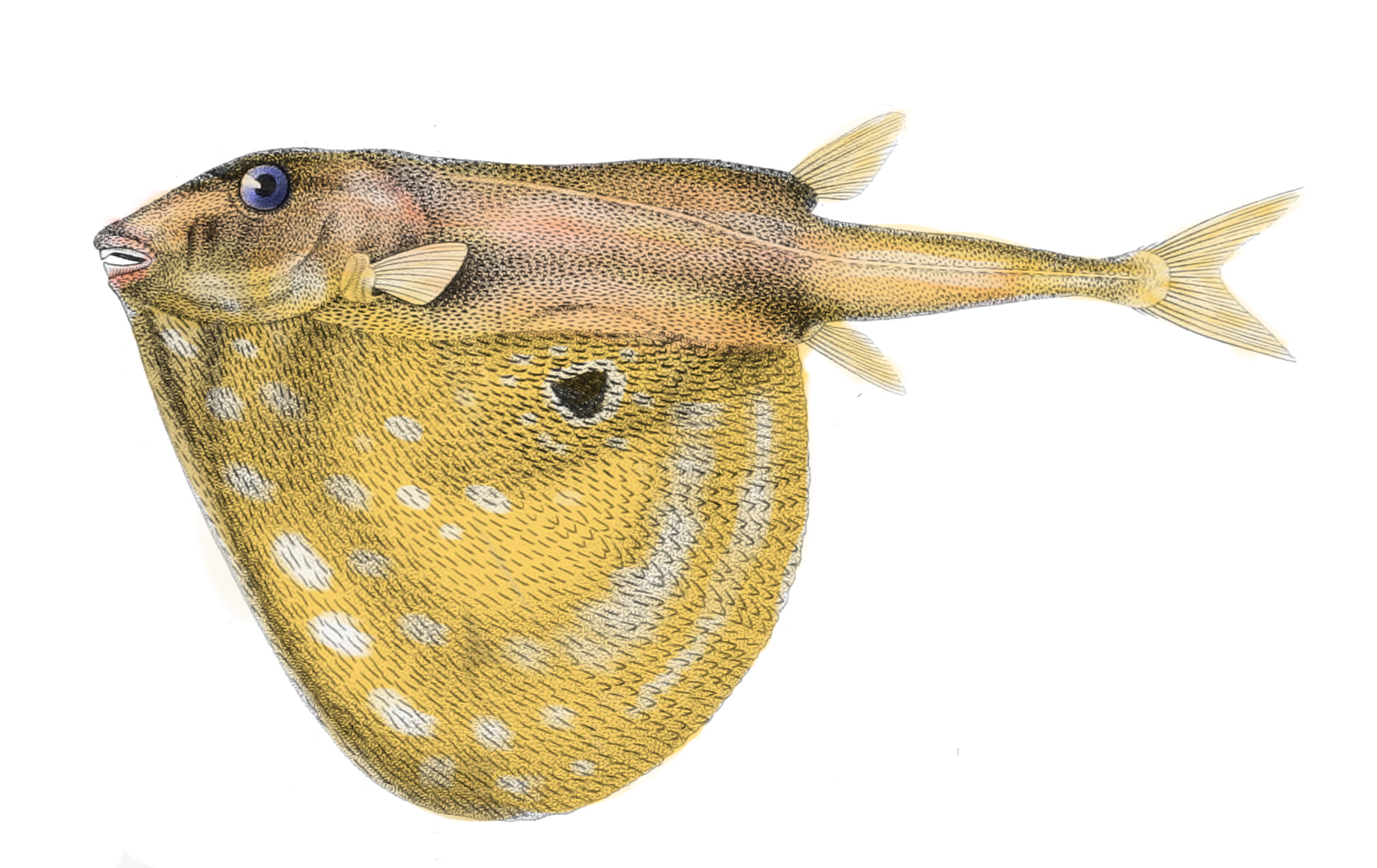
Dessin par Cuvier.

## Distribution et habitat
On rencontre ce poisson dans les eaux tropicales de l'Indo-Pacifique, de la côte est-africaine à la Nouvelle-Calédonie, entre 50 et 300 m de profondeur. 
C'est une espèce assez rarement rencontrée.